# Keben (Tambakromo)
Keben is een bestuurslaag in het regentschap Pati van de provincie Midden-Java, Indonesië. Keben telt 3560 inwoners (volkstelling 2010).